# サン・ペドロ・デ・マコリス州

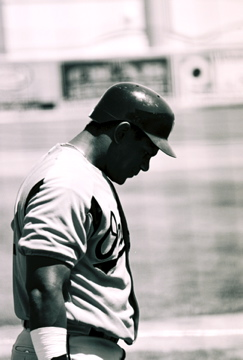
サミー・ソーサ

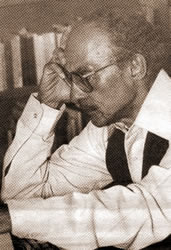
ペドロ・ミル

サン・ペドロ・デ・マコリス州(サン・ペドロ・デ・マコリスしゅう、スペイン語：San Pedro de Macorís / スペイン語発音: [ˈsam ˈpeðɾo ðe makoˈɾis])は、ドミニカ共和国南東部の州。
2017年の人口は30万1215人で、国内8位。
州都はサンペドロ・デ・マコリス。
略称は「サン・ペドロ」や「SPM」。

## 隣接州
- 北：アト・マジョール州
- 北東：エル・セイボ州
- 東：ラ・ロマーナ州
- 南：カリブ海
- 西：サント・ドミンゴ州
- 北西：モンテ・プラタ州

## 行政区画
- キスケヤ（英語版）
- グアヤカネス（英語版）
- コンスエロ（英語版）
- サンペドロ・デ・マコリス：州都
- ラモン・サントス（英語版）
- ロス・ジャノス（英語版）

## 経済
砂糖生産が盛ん。
また、牛を多く飼っている。

## 映画
以下の映画の撮影が行われた。
キューバの首都ハバナの代わりにロケ地になる事も多い。
- The Good Shepherd：2006年のアメリカ合衆国の映画。
- Miami Vice：2006年のアメリカ合衆国の映画。
- Sugar（英語版）：2008年のアメリカ合衆国の映画。

## 著名人
- サミー・ソーサ：1968年～。野球選手。
- ペドロ・ミル（英語版）：1913年～2000年。作家。